# Chasing Papi
Chasing Papi är en film från 2003 med Roselyn Sanchez, Sofía Vergara, Jaci Velasquez, och Eduardo Verástegui i huvudrollerna.
Tre kvinnor upptäcker att deras pojkvän har träffat dm allae tre under samma tid – en upptäckt som leder dem till att leta efter honom i Los Angeles.

## Rollista
- Roselyn Sanchez som Lorena
- Sofía Vergara som Cici
- Jaci Velasquez som Patricia
- Eduardo Verástegui som Thomas Fuentes
- Lisa Vidal som Carmen
- Freddy Rodriguez som Victor
- D.L. Hughley som Rodrigo
- Maria Conchita Alonso som Maria
- Walter Mercado som sig själv
- Carlos Ponce som sig själv
- Joy Enriquez som Mary
- Ian Gomez som Doktor Chu
- Diana-Maria Riva som Fala
- Ivette Sosa som Gloria
- Barbara Bermudo som TV-reporter i Miami